# Brestlitovski mir
Brestlitovski mir je bila separatna mirovna pogodba, ki so jo 3. marca 1918 podpisali predstavniki centralnih sil in delno priznane sovjetske Rusije v Brest-Litovsku (sedaj Brest, Belorusija). Premirje je bilo sklenjeno 15. decembra 1917.
S pogodbo se je Rusija umaknila iz prve svetovne vojne in se odpovedala vsem pravicam do Finske, Estonije, Litve, Latvije, Ukrajine in Belorusije, kar je predstavljalo tretjino prebivalstva države in polovico industrije. Osmanskemu cesarstvu so po sporazumu pripadla vsa ozemlja, ki jih je Rusija zasedla med rusko-turško vojno - Ardahan, Kars in Batumi. Poljska v sporazumu ni bila omenjena, zato je podpis pogodbe v državi sprožil nemire in povzročil dokončen umik podpore centralnim silam.
Veljavnost pogodbe je bila kratkotrajna. Nemčija jo je enostransko preklicala 5. novembra istega leta in prekinila diplomatske stike z RSFSR. Dokončno jo je razveljavila rapalska pogodba leta 1922.